# Árabo-frísio
O arabo-frísio é uma raça de cavalos originária dos Países Baixos do cruzamento da raça frísio com a raça puro-sangue árabe.
A criação da raça remonta o tempo da ocupação espanhola dos Países Baixos, quando os agricultores da região da Frísia foram obrigados a usar garanhões espanhóis com sangue árabe em suas éguas.
A raça tanto serve para o adestramento como para o hipismo.